# Смертельная красотка
«Смертельная красотка», в переводе Гаврилова «Роковая красота» — кинофильм 1987 года.

## Сюжет
Рита Ризолли работает в полиции, в отделе по борьбе с наркотиками. И вот новое дело. В городе распространяется новый наркотик под названием «Роковая красота». Часть партии оказалась бракованной и её употребление действительно оказывается смертельным. После того, как из-за нелепой случайности, когда Ризолли пришлось выбирать между долгом полицейского и человеколюбием, сорвалась операция по задержанию наркобарона, плохой наркотик попадает в руки двух отморозков Лео и Эрла, которые выпускают смертельно опасный порошок в продажу. Ризолли, получив нагоняй от начальства, тем не менее продолжает идти по следу наркодельцов. Поскольку упущенный ею наркобарон был убит Лео и Эрлом, Ризолли пытается получить объяснения от уважаемого в городе бизнесмена и политика Конрада Кролла, так как рядом с местом убийства был найден фургон его фирмы с трупом одного из его работников. Тот, как и ожидалось, ничего не знает, но желает очистить своё имя от подозрений. По его указанию к Ризолли в помощники навязывается его человек, интеллигентный и педантичный мужчина по имени Майк Маршак. Ризолли совсем не интересно, что рядом с ней крутится подручный нечистого на руку Кролла, но вскоре она выходит на след Лео и Эрла. Маршак появляется вовремя, когда Ризолли оказывается в ловушке в переполненном бандитами наркопритоне. Вдвоём им почти удаётся поймать двух безумных торговцев, но тут на Ризолли падает потолок и Маршак бросается к ней на помощь. Начавшаяся симпатия между обоими прерывается, когда, вернувшись из больницы в доме Ризолли, они встречают мажора, пришедшего сообщить о том, что все его друзья погибли на устроенной им вечеринке, нанюхавшись «Роковой красоты». Мёртвые молодые люди оказывают удручающее впечатление на Маршака, до этого момента считавшего для себя не нужным вмешиваться в дела своего босса Кролла. Встретившись с матерью мажора, Ризолли не без труда всё же узнаёт, где она взяла наркотик для сына, и отправляется в торговый центр, где Лео и Эрл задумали сбыть крупную партию наркотика. Туда же отправляется и Кролл со своими людьми, которым он приказывает остановить слишком близко подошедшую к наркоторговцам Ризолли, ведь он, как она и подозревала, всё же имеет отношение к этой истории. Маршак отказывается и идёт за Ризолли. В торговом центре начинается кровопролитная стычка между наркоторговцами и охраной центра из числа подручных Кролла. Ризолли приходится воеввать и с теми и с другими. Кролл, рассчитывавший сделать грязную работу чужими руками, погибает в спровоцированной им же бойне. От уронившего на неё стеллаж Эрла её успевает спасти Маршак, но он получает ранение от Лео. Ризолли находит отморозка на подземной парковке и метким выстрелом пресекает его грязные дела. Позже, провожая Маршака в больницу, Ризолли обещает раненому ждать его возвращения.

## В ролях
- Вупи Голдберг — Рита Риззоли
- Сэм Эллиотт — Майк Маршак
- Рубен Бладес — Карл Джименс
- Харрис Юлин — Конрад Кролл
- Джон П. Райан — Лейтенант Келлермэн
- Дженнифер Уоррен — Сесилия Джэйгер